# Anomalopidae
Anomalopidae (Lantaarnvissen) zijn een familie van straalvinnige vissen uit de orde van Slijmkopvissen (Beryciformes).

## Geslachten
- Anomalops Kner, 1868
- Kryptophanaron Silvester & Fowler, 1926
- Parmops Rosenblatt & G. D. Johnson, 1991
- Photoblepharon M. C. W. Weber, 1902
- Phthanophaneron G. D. Johnson & Rosenblatt, 1988
- Protoblepharon C. C. Baldwin, G. D. Johnson & Paxton, 1997